# The Dark Pictures Anthology: The Devil in Me
The Dark Pictures Anthology: The Devil in Me (с англ. — «Антология тёмных картинок: Дьявол во мне») — компьютерная игра в жанрах интерактивного фильма/драмы и survival horror, разработанная британской студией Supermassive Games и изданная Bandai Namco Entertainment. Релиз игры состоялся 18 ноября 2022 года для платформ Windows, PlayStation 4, PlayStation 5, Xbox One и Xbox Series X/S.
Это четвёртая часть и финал первого сезона серии The Dark Pictures Anthology.

## Игровой процесс

В отличие от прошлых игр антологии, в игре появился инвентарь (расположен в нижнем левом углу), что помогает игроку носить несколько вещей. Также персонажи теперь могут прыгать, бегать, лазать.

Как и в предыдущих играх серии, в The Devil in Me есть пять главных героев, за которых можно играть, и многолинейное повествование, которое зависит от решений игрока. Сцены принятия решений в игре (их обычно несколько) могут существенно изменить сюжет и отношения между главными героями. Из-за некоторых решений любой из пяти главных героев может умереть навсегда.
The Devil in Me имеет несколько новых функций игрового процесса, которых нет в предыдущих частях The Dark Pictures Anthology. В игре появились такие функции, как инвентарь для персонажей, головоломки, а также возможность бегать, прыгать и лазать.

### Игровые персонажи
В The Devil in Me есть актёрский ансамбль, в который входят Джесси Бакли (Кейт Уайлдер) и Пол Кэй (Чарльз Лоннит).

## Сюжет
Во время Всемирной выставки в Чикаго 1893 года молодожёны Джефф и Мари регистрируются в отеле, чтобы отпраздновать свой медовый месяц, но были убиты владельцем отеля Генри Холмсом вне зависимости от действий игрока.
Сюжет переносится в октябрь 2022 года в пригород Чикаго. Группа документалистов компании «Lonnit Entertainment» известная своим сериалом «Архитекторы убийства», приглашаются на уединённый остров недалеко от Чикаго, таинственным и эксцентричным миллионером-затворником Грантемом Дю’Мэтом. Последний утверждает, что является поклонником печально известного первого серийного убийцы Америки Генри Говарда Холмса и воссоздал на острове точную копию его «Замка Убийств». Для режиссёра Чарли Лоннита (Пол Кэй/Саймон Бонд), это единственный шанс поднять его теряющие рейтинги шоу. На следующий день Чарли и его команду — репортёра Кейт Уайлдер (Джесси Бакли), оператора Марка Нестора (Фехинти Балогун/Майкл Аддо), светооператора Джейми Тиерган (Глория Обианьо/Сторм Стюарт), и звукооператора Эрин Кинан (Никки Патель/Рабия Мадда) забирает лимузин и отвозит к парому где их встречает сам Дю’Мэт, который кажется слишком нервным и странным.
Прибыв на остров, Дю’Мэт размещает героев в «Замке», а сам со своей дочкой покидает остров. Ближе к вечеру, когда герои понимают, что остались одни, Чарли предлагает воспользоваться моментом и поснимать «Замок», пока хозяина нет на месте. Однако они не догадываются, что за ними давно уже кто-то наблюдает с помощью скрытых камер и двойных зеркал. Вскоре герои разделяются, и, к своему ужасу, узнают, что оказались не в просто копии «Замка», а в самом настоящем лабиринте из смертельных ловушек. А таинственный убийца в костюме и маске Генри Холмса неустанно и неумолимо преследующий их, постоянно пытается убить. Так же герои по мере расследования узнают, что покинувший остров Дю’Мэт на самом деле писатель Джозеф Морелло, специализирующийся на серийных убийцах. Морелло так же, как и команда Чарли был приглашён на остров со своей семьёй, и был вынужден участвовать в жестоких играх Дю’Мэта, а затем заманить героев на остров (ради спасения дочери) что бы продолжить цикл. Сам же Дю’Мэтом оказывается бывший агент ФБР Гектор Мюндей, осознавший своё призвание и желание убивать, после поимки им и многократного допроса маньяка «Зверя из Арканзаса» Мэнни Шермана. Гектор подстроил свою смерть, смог инкогнито купить остров и построить там «Замок», где и совершал свои злодеяния приглашая рабочих, обычных людей и известных личностей. Как выясняется в конце, Морелло с дочкой, к сожалению, не покинули остров, и все равно стали жертвами Дю’Мэта.
Что же касается дальнейшего развития сюжета, и смогут ли герои выжить и выбраться с острова, будет зависеть только от действий игрока.   
Вне зависимости от концовки Дю’Мэт выживает, и судя по финальному ролику, уже приглашает новую партию его жертв на совершенно другой остров в новый «Замок убийств».

## Продолжение
В феврале 2022 года Supermassive Games подала заявку на регистрацию товарных знаков для шести потенциальных будущих игр. Пять имеют стандартный брендинг The Dark Pictures с подзаголовком The Craven Man, Directive 8020, Intercession, Winterfold и Switchback. Шестое потенциальное название с подзаголовком O Death имеет название серии The Dark Pictures Presents.
В ноябре 2022 года стало известно, что 22 февраля 2023 года выйдет спин-офф Switchback VR для PlayStation VR2, но игра была перенесена на 16 марта 2023 года. 17 ноября 2022 года была анонсирована игра Directive 8020, которая станет первой игрой во втором сезоне антологии. Судя по тизеру, действие игры будет проходить в далёком будущем. 

## Приём
| Сводный рейтинг       | Сводный рейтинг                       |
| Агрегатор             | Оценка                                |
| --------------------- | ------------------------------------- |
| Metacritic            | (PC) 70/100 (PS5) 71/100 (XSX) 77/100 |
| OpenCritic            | 72/100                                |
| Иноязычные издания    |                                       |
| Издание               | Оценка                                |
| GameSpot              | 7/10                                  |
| Hardcore Gamer        | 4/5                                   |
| IGN                   | 5/10                                  |
| Jeuxvideo.com         | 14/20                                 |
| Push Square           | [ 18 ]                                |
| Shacknews             | 5/10                                  |
| VG247                 | [ 20 ]                                |
| Русскоязычные издания |                                       |
| Издание               | Оценка                                |
| PlayGround.ru         | 6,5/10                                |
| StopGame.ru           | «Мусор»                               |

На агрегаторе рецензий Metacritic The Devil in Me получила «смешанные или средние» отзывы, за исключением версии для Xbox Series X, которая получила «в целом положительные отзывы».

## Комментарии
1. ↑  Пол Кэй озвучивал персонажа, а Саймон Бонд был моделью.
2. ↑  Фехинти Балогун озвучивал персонажа, а Майкл Аддо был моделью.
3. ↑  Глория Обианьо озвучивала персонажа, а Сторм Стюарт была моделью.
4. ↑  Никки Патель озвучивала персонажа, а Рабия Мадда была моделью.